# Otokar Cobra

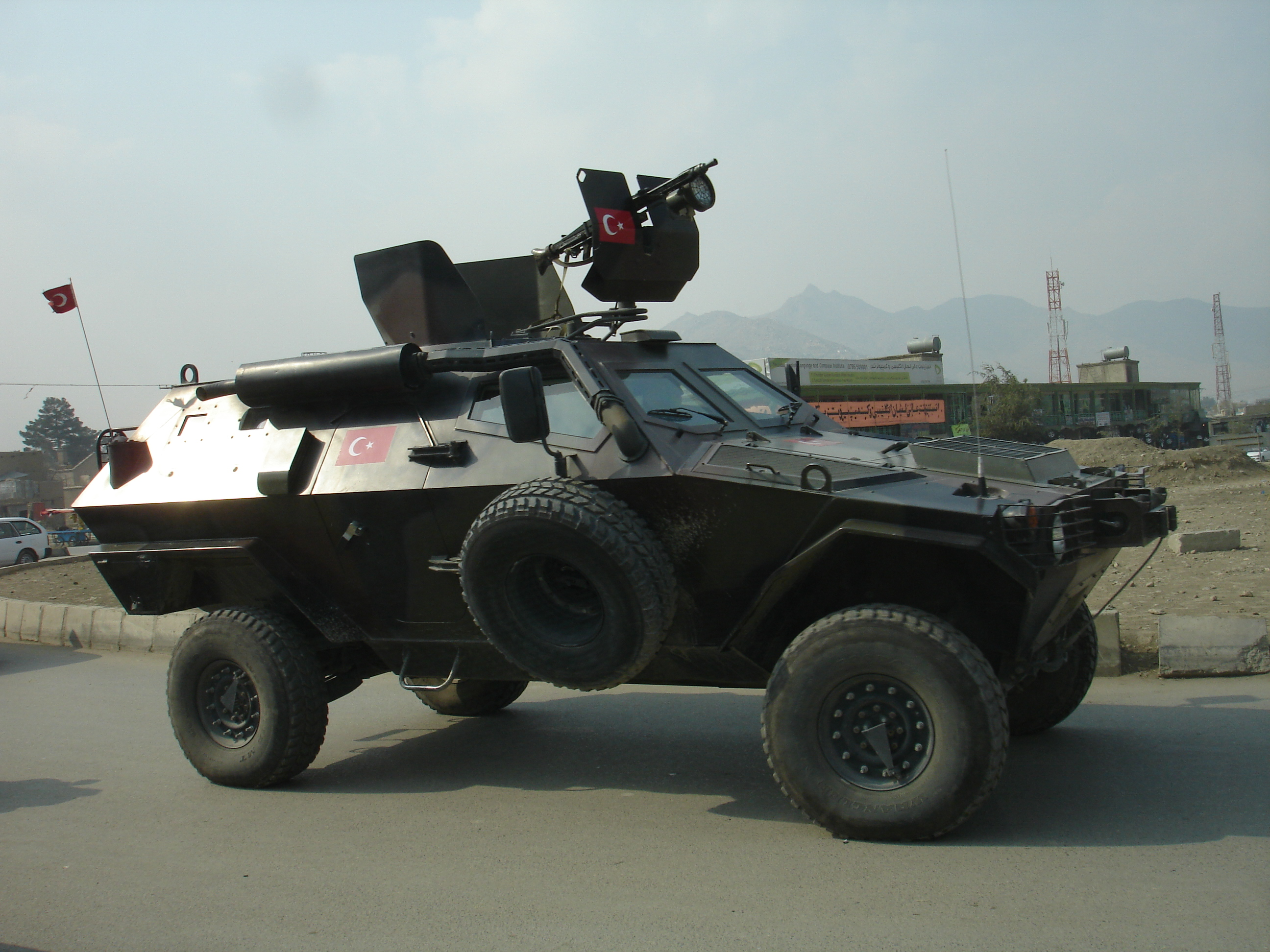
Otokar Cobra in Kabul

Der Cobra ist ein leicht gepanzertes amphibisches Militärfahrzeug des türkischen Fahrzeugherstellers Otokar.

## Beschreibung
Beim Cobra handelt es sich um ein vierrädriges Fahrzeug. Die Außenhülle ist eine aus einem Stück bestehende, nach unten V-förmige Konstruktion.
Das Fahrzeug soll Schutz gegen Kleinwaffenfeuer, Granatsplitter, Minen und Sprengsätze bieten. Der Cobra trägt einen Waffenturm des israelischen Unternehmens Rafael und kann mit einer Reihe verschiedener Ausstattungen versehen werden, so dass er als Späh-, Patrouillen-, Kommando- und Sanitätsfahrzeug, im geringeren Umfang auch als Truppentransporter, Flugabwehrfahrzeug oder Panzerjäger eingesetzt werden kann. Auch eine Ausstattung mit einer Radarortungsanlage ist möglich. Unter anderem kann der Cobra mit Panzerabwehrwaffen der Typen TOW und Spike, leichten Flugabwehrraketen, einer 20-mm-Maschinenkanone oder einem Maschinengewehr versehen werden.

## Zukunft
Der Nachfolger des Cobra ist der im Mai 2013 vorgestellte Cobra II. Otokar gab im Dezember 2015 bekannt, dass die ersten Aufträge für den Cobra II unterzeichnet wurden.

## Kampfeinsätze
Georgien setzte den Otokar Cobra im Kaukasuskrieg 2008 ein.

Auf ukrainischer Seite wird der Otokar Cobra im Russisch-Ukrainischen Krieg eingesetzt. Laut dem Oryx-Blog ging mit Stand Mai 2025 mindestens vier Fahrzeuge verloren.

## Nutzer
1997 wurden die ersten Cobras an das türkische Heer ausgeliefert. Nutzer der Fahrzeuge sind unter anderem:
- Algerien
- Bahrain
- Georgien (100 Stück)
- Malediven (5 Stück)
- Niger (200 Stück)
- Pakistan
- Slowenien (10 Stück, nur zur Erprobung)
- Türkei (500 Stück)
- Vereinigte Arabische Emirate